# Ненад Богдановић
Ненад Богдановић (Бешка, 12. мај 1954 — Београд, 27. септембар 2007) био је градоначелник Београда од 2004. до смрти 2007. године.

## Биографија
После завршетка Математичке гимназије уписао се на Електротехнички факултет (смер телекомуникације) и дипломирао 1978. године, да би три године касније на истом смеру и магистрирао.
Две деценије се бавио телекомуникацијама, на истраживачким и развојним, а потом и менаџерским пословима, најпре у Институту „Михајло Пупин“, а затим и у другим фирмама из ове области. Године 1989. именован је за директора заједничког улагања компаније GTE Telecomunications и ЕИ Пупин. Две године касније постао је комерцијални директор, да би од 1996. био и генерални менаџер мешовитог предузећа „Алкател Пупин Југославија“.
Ненад Богдановић је написао 15 стручних и научних радова. Године 2005, добио је награду „Најевропскији пројекат“ „Прве европске куће у Београду“ за пројекте обнове и улепшавања престонице Србије.

### Политички живот
Од 1992. био је члан Демократске странке, која га је 1993. изабрала за председника земунског одбора, потом потпредседника Градског одбора и повереника за Београд. Био је и потпредседник тзв. експертске „Владе за Београд“ опозиционих ДС и ГСС у периоду након смењивања Зорана Ђинђића са положаја председника Скупштине града до септембра 2000, као и председник Градског одбора Демократске странке од 2001. до априла 2004. У фебруару 2004, на Скупштини ДС је изабран за потпредседника Демократске странке, а на тај положај је поново изабран у марту 2006.
На изборима 2000. године био је шеф изборног штаба Демократске опозиције Србије у Београду, а затим од 2000. до 2004. био је председник Извршног одбора Скупштине града Београда. За градоначелника је изабран у другом кругу локалних избора у Србији у октобру 2004. са 50,19% гласова испред Александра Вучића. За време Богдановићевог мандата, 2006. године, Београд је проглашен Градом будућности јужне Европе у избору часописа Фајненшал тајмс (Financial Times).
Био је народни посланик у Народној скупштини Републике Србије, где је био председник Одбора за финансије, и поново изабран за посланика на изборима у јануару 2007.

### Породични живот
Био је ожењен Драганом и отац двоје деце, кћерке Милице и сина Матије.

### Смрт
Повукао се из јавности када му је, у априлу 2007. констатован рак лимфних чворова у одмаклом стадијуму. Преминуо је у Клиничко-болничком центру „Бежанијска коса“, 27. септембра исте године.
Ненад Богдановић сахрањен је уз присуство неколико хиљада Београђана, у Алеји заслужних грађана на београдском Новом гробљу, 30. септембра 2007, а Скупштина града је тај дан прогласила за дан жалости у Београду.